# Simona Gherman
Simona Cristina Gherman z d. Alexandru (ur. 12 kwietnia 1985 w Bukareszcie) – rumuńska szpadzistka, mistrzyni olimpijska, trzykrotna medalistka mistrzostw świata i wielokrotna medalistka mistrzostw Europy.
Podczas igrzysk olimpijskich w Londynie w 2012 roku zajęła drużynowo szóste miejsce, a indywidualnie była piąta. Na rozgrywanych cztery lata później igrzyskach olimpijskich w Rio de Janeiro reprezentacja Rumunii w składzie: Loredana Dinu, Simona Gherman, Simona Pop i Ana Maria Popescu wywalczyła drużynowo złoty medal. W rywalizacji indywidualnej była tym razem dziewiętnasta.
Na mistrzostwach świata w Paryżu (2010) wspólnie z Aną Marią Brânzą (Popescu), Loredaną Dinu i Ancą Măroiu zdobyła drużynowo złoty medal. W tej samej konkurencji zdobyła następnie kolejny złoty medal podczas mistrzostw świata w Katanii (2011) oraz srebrny na mistrzostwach świata w Moskwie (2015). 
W 2015 roku zdobyła złoty medal drużynowo i brązowy indywidualnie na igrzyskach europejskich w Baku (2015).
Ponadto wielokrotnie zdobywała medale mistrzostw Europy: w tym złote indywidualnie podczas mistrzostw Europy w Legnano (2012) i mistrzostw Europy w Toruniu (2016) oraz drużynowo na 
mistrzostwach Europy w Kijowie (2008), mistrzostwach Europy w Płowdiwie (2009), mistrzostwach Europy w Sheffield (2011), mistrzostwach Europy w Strasburgu (2014) i mistrzostwach Europy w Montreux (2015).